# Тонкино
То́нкино — рабочий посёлок в Нижегородской области России, административный центр Тонкинского района.
Население — 4496 чел. (2021).
Расположен в 46 км к востоку от железнодорожной станции Урень (на линии Нижний Новгород — Котельнич нового направления Транссиба) на реке Яхте.

## География
Посёлок находится на севере Нижегородской области. Высокие места встречаются в районе улицы Заречной и правобережье реки Яхты. Равнинные места расположены от левобережья Яхты до реки Фёклы.

## История
Тонкино было основано староверами. Впервые упоминается в архивных документах в 1723 году (по другим данным — в 1710 году). До октябрьской революции 1917 года район входил в состав Костромской губернии.
Статус посёлка городского типа с 1972 года.

## Население
| 1959  | 1970  | 1979  | 1989  | 2002  | 2008  | 2009  |
| ----- | ----- | ----- | ----- | ----- | ----- | ----- |
| 1996  | ↗3007 | ↗4584 | ↗5637 | ↘5499 | ↘5029 | ↘4945 |
| 2010  | 2011  | 2012  | 2013  | 2014  | 2015  | 2016  |
| ↗5103 | ↘5067 | ↘5005 | ↘4944 | ↘4851 | ↘4794 | ↘4757 |
| 2017  | 2018  | 2019  | 2020  | 2021  |       |       |
| ↘4745 | ↘4724 | ↘4624 | ↗4649 | ↘4496 |       |       |

## Экономика
Промкомбинат, льнозавод, лесхоз, маслозавод.